# Гесперокаллис
Hesperocallis undulata — единственный вид рода Гесперокаллис (лат. Hesperocallis) семейства Спаржевые (лат. Asparagaceae). Обитает в пустынях на юго-западе Северной Америки. 
В системе APG III он помещается в семейство Спаржевые, подсемейство Агавовые (лат. Agavoideae), согласно недавним молекулярным исследованиям (2004), которые установили его близкое родство с родом Агава (лат. Agava). В некоторых системах его помещали в семейство Гесперокаллисовые (лат. Hesperocallidaceae) или в семейство Хостовые (лат. Funkiaceae). Оба семейства в системе APG III включены в подсемейство Агавовые.

## Использование
Местные жители употребляют в пищу луковицы гесперокаллиса.

## Внешние ссылки
- Hesperocallis Архивная копия от 30 сентября 2007 на Wayback Machine
- Род Архивная копия от 6 июня 2011 на Wayback Machine и вид Архивная копия от 23 июня 2012 на Wayback Machine в USDA
- Краткое описание и иллюстрации Архивная копия от 8 июня 2007 на Wayback Machine
- Иллюстрации Архивная копия от 17 апреля 2007 на Wayback Machine
- NCBI Архивная копия от 11 апреля 2016 на Wayback Machine
- ссылки в CSDL, Техас Архивная копия от 24 июня 2007 на Wayback Machine
- American Indian Ethnobotany Database